# Zakłady Przemysłu Jedwabniczego im. gen. Waleriana Wróblewskiego „Ortal”
Zakłady Przemysłu Jedwabniczego im. gen. Waleriana Wróblewskiego „Ortal” – przedsiębiorstwo specjalizujące się w produkcji dzianin i tkanin, działające od 1950 r. w Łodzi.

## Historia

### Okres PRL
Zakłady Przemysłu Jedwabniczego im. gen. Waleriana Wróblewskiego zostały powołane na mocy rozporządzenia ministra przemysłu lekkiego w 1950 r. na gruncie dawnej fabryki Teodora Buhlego, która została w 1947 r. upaństwowiona. Zakład specjalizował się w produkcji dzianin i tkanin, produkował także wyroby galanteryjne, głównie krawaty. W pierwszym roku działalności zakład wyprodukował ponad 13 mln m dzianin i tkanin. W 1977 r. wartośc ta przekroczyła 35 mln.
W latach 1971–1975 przeprowadzono modernizację firmy oraz przyjęto nazwę handlową „Ortal”. W tym okresie dobudowano nowy gmach oraz wymieniono park maszynowy w wykańczalni, wyremontowano magazyny i urządzono węzły sanitarne. W wyniku tych zmian znacznie wzrosła efektywność i uległy poprawie warunki pracy. Część produkcji przeznaczona była na eksport. Zakłady posiadały salon firmowy przy ul. Piotrkowskiej 79.
Przedsiębiorstwo posiadało własną przychodnię zdrowia, stołówkę, klub młodzieżowy i świetlicę.

### Okres III RP
Po 1989 r. w związku z urynkowieniem gospodarki i jednocześnie załamaniem się eksportu do ZSRR zakład popadł w trudności finansowe. W celu uratowania zakładu przedsiębiorstwo zostało przekształcone w jednoosobową spółkę Skarbu Państwa i wniesione do Narodowego Funduszu Inwestycyjnego. Firma została następnie sprywatyzowana, a teren przy ul. Hipotecznej sprzedany. Większość zabudowań wyburzono.
W 2020 r. firma „Ortal” działała jako przedsiębiorstwo prywatne pod nazwą Ortal S. A. Obecna siedziba firmy znajduje się przy ulicy Traktorowej (Teofilów Przemysłowy).